# Haemaphysalis quadriaculeata
Haemaphysalis quadriaculeata este o specie de căpușe din genul Haemaphysalis, familia Ixodidae, descrisă de Kolonin în anul 1992. Conform Catalogue of Life specia Haemaphysalis quadriaculeata nu are subspecii cunoscute.